# Aeroportul Telefomin
Aeroportul Telefomin (IATA: TFM, ICAO: AYTE) este un aeroport din Telefomin⁠(d), Sandaun Province⁠(d), Papua Noua Guinee.
aeroportul dispune de o singură pistă.